# چارچوب خوانش باز

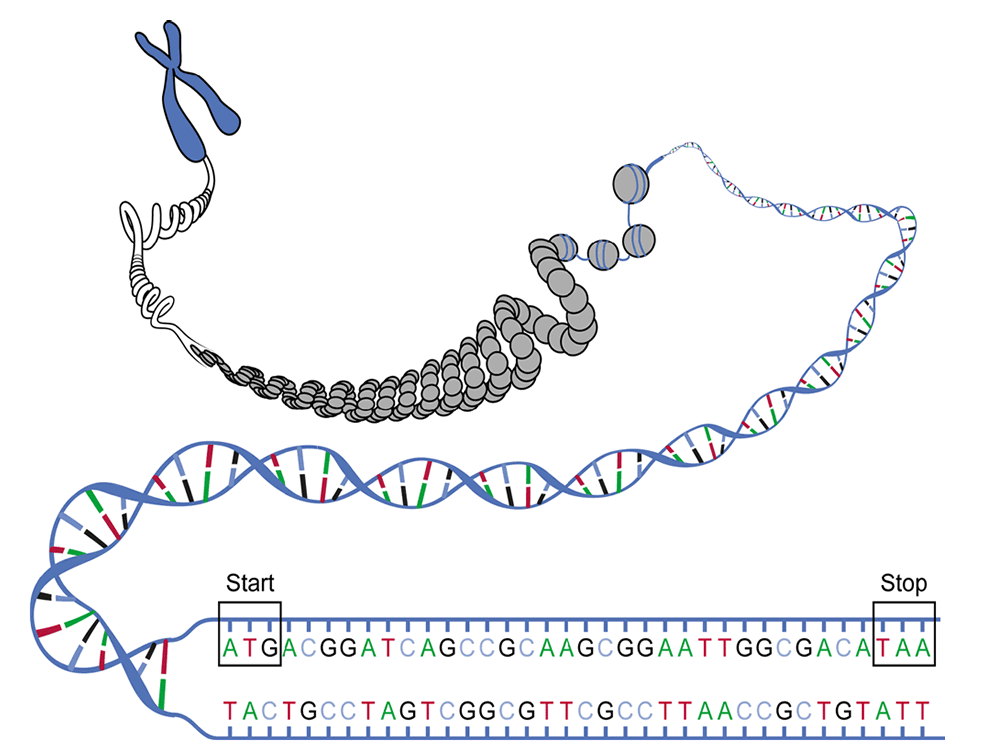
چارچوب خوانش باز(ORF)

چهارچوب خوانش باز (Open reading frame یا ORF)، در زیست‌شناسی مولکولی یک توالی پیوسته از کدون‌هایی است که هم حاوی کدون آغاز (معمولاً AUG) و هم کدون پایان (معمولا UAA, UAG, UGA) است. کدون ATG موجود در چهارچوب خوانش باز (لزوماً اولین کدون نیست) ممکن است بیانگر محل شروع فرایند ترجمه باشد. محل خاتمهٔ فرایند رونویسی پس از چهارچوب خوانش باز و در مکانی دورتر از کدون پایان فرایند ترجمه قرار گرفته‌است. اگر فرایند رونویسی باید پیش از رسیدن به کدون خاتمه به اتمام رسد، در فرایند ترجمه، پروتئین به‌صورت ناقص تولید خواهد شد. در ژن‌های یوکاریوت که حاوی تعداد زیادی اگزون هستند، چهارچوب خوانش باز شامل نواحی اینترون و اگزون بوده که ممکن است پس از رونویسی چهارچوب خوانش باز، با هم یکی شوند و آران‌ای پیام‌رسان (mRNA) نهایی مورد نیاز برای ترجمهٔ پروتئین را تولید کنند.
گاهی چهارچوب خوانش باز با توالی کدکننده (Coding Sequence یا CS) اشتباهاً به جای هم به‌کار برده می‌شوند اما می‌توان گفت که هر CDS یک ORF است اما هرORF الزاماً یک CDS نیست.

## ارزش زیست‌شناسی
یکی از کاربردهای متداول چهارچوب خوانش باز کمک به پیش‌بینی ژن است. چهارچوب‌های خوانش باز بلند، اغلب به همراه سایر شواهد برای شناسایی نواحی منتخب کدکنندهٔ پروتئین یا نواحی کدکنندهٔ آران‌ای فعال در توالی دی‌ان‌ای به‌کار می‌روند. حضور چهارچوب خوانش باز لزوماً به معنای این نیست که این ناحیه ترجمه شده‌است. به عنوان مثال، در یک توالی تصادفی دی‌ان‌ای با درصدهای مشابه نوکلئوتید، انتظار می‌رود که پس از هر ۲۱ کدون، یک کدون پایان قرار داشته باشد. یک الگوریتم ساده برای پروکاریوت‌ها ممکن است به دنبال کدون شروع‌کننده‌ای باشد که پس از آن یک چهارچوب خوانش باز با طول کافی برای کد کردن پروتئین وجود داشته باشد. در این ناحیه کاربرد کدون با ویژگی‌های تناوبی نواحی کدکنندهٔ در یک جاندار همخوانی دارد. یک چهارچوب خوانش باز حتی اگر به قدر کافی بلند باشد به تنهایی دال بر حضور ژن نخواهد بود. از طرفی دیگر، ثابت شده‌است که برخی از چهارچوب‌های خوانش باز کوتاه (sORFs) که فاقد ژن‌های کدکنندهٔ پروتئین هستند (هم از آران‌ای غیر-کدکننده و هم آران‌ای پیام‌رسان)، می‌توانند پپتیدهای فعال و کاربردی تولید کنند.
5'NTR در حدود ۵۰ درصد آران‌ای پیام‌رسان پستانداران مشخص شده‌است که حاوی یک یا چند چهارچوب خوانش باز کوتاه هستند؛ و در حدود ۷۵–۶۴ درصد مکان‌های ترجمهٔ به دست آمده از طریق آزمایش برای این نوع چهارچوب‌ها در ژنوم انسان و موش به صورت دست نخورده محفوظند که ممکن است بیانگر این موضوع باشد که این عناصر فعال هستند. اگرچه، چهارچوب‌های خوانش باز کوتاه، اغلب می‌توانند تنها در تعداد کمی از اشکال آران‌ای پیام‌رسان یافت شوند و از انتخاب، جلوگیری کنند. شدت عدم تغییر مکان‌های اولیه ممکن است با محل قرارگیری آن‌ها درون بهبوددهنده‌های ژن‌های مرتبط‌شان ارتباط داشته باشد. چنین ویژگی مختص ژن SLAMF1 است.

### مثال
اگر توالی پروتئین یک ژنوم به‌دست آمد (برای مثال، 5'-ATCTAAAATGGGTGCC-۳')، با بررسی تمام سه حالت ممکن برای چهارچوب‌های خواندن، چهارچوب‌های خواندن باز شناسایی شوند. در این مثال دو تا از چهارچوب‌های خواندن باز هستند، به این معنی که داری کدون پایان نیستند:
1. ...A TCT AAA ATG GGT GCC...
2. ...AT CTA AAA TGG GTG CC...
3. ...ATC TAA AAT GGG TGC C...

کدون‌های پایان ممکن، شامل "TGA", "TAA" و "TAG" هستند؛ بنابراین برخلاف دو قالب خواندن قبلی، آخرین چهارچوب خواندن در این مثال، شامل کدون پایان (TAA) است.